# Amilenoides caucasicus
 (mars 2023).
Genre
Espèce
Amilenoides caucasicus, unique représentant du genre Amilenoides, est une espèce d'opilions eupnois de la famille des Sclerosomatidae.

## Distribution
Cette espèce est endémique de Kabardino-Balkarie en Russie. Elle se rencontre vers Tyrnyaouz.

## Description
Le mâle holotype mesure 2,2 mm de long et 1,7 mm de large et la femelle paratype 4,7 mm de long et 2,1 mm de large.

## Systématique et taxinomie
Cette espèce a été décrite par Martens et Wijnhoven en 2022.
Ce genre a été décrit par Martens et Wijnhoven en 2022 dans les Sclerosomatidae.

## Étymologie
Son nom d'espèce lui a été donné en référence au lieu de sa découverte, le Caucase.

## Publication originale
- Martens & Wijnhoven, 2022 : « A new ancient leiobunine genus and species from the Russian Northwest Caucasus (Opiliones: Sclerosomatidae). » Zoology in the Middle East, vol. 68, no 4, p. 1–10.